# Landstalker
Landstalker is een computerspel voor de Sega Mega Drive. Het spel werd in Japan uitgebracht op 30 oktober 1992, in de Verenigde Staten op 31 maart 1993 en in Europa in oktober van dat jaar.

## Plot
De held Nigel, een jonge elf en schatzoeker, ontmoet de nimf Flora nadat hij een gevaarlijke missie uitvoerde. Flora wordt achtervolgd door een bende boeven, bestaande uit de leider Kayla en twee stuntelende figuren genaamd Ink en Wally. Het trio wil van Flora de exacte locatie van de schatten van koning Nole achterhalen. Nigel helpt Flora zich te verbergen voor de achtervolgers, waarna ze hem belooft hem de schatten van koning Nole te laten zien.

## Gameplay
Landstalker is een klassiek actie-avonturenspel dat wordt weergegeven in een isometrische projectie (schuin). Naarmate het spel vordert, krijgt Nigel steeds betere zwaarden, pantser en items. Hij ontmoet allerlei vreemde personages, moet grotten verkennen, dorpen bezoeken, puzzels oplossen, gevechten bestrijden en gesprekken voeren. Ingebouwde minispellen zorgen regelmatig voor afwisseling. De nimf Flora verschijnt direct, maar alleen wanneer Nigel gewond is (en hem geneest) of af en toe deelneemt aan belangrijke gesprekken.
Het spel volgt een vaste manier van handelen, maar men kan vrij bewegen in de wereld en altijd terugkeren naar reeds bezochte plaatsen. Evenzo zijn sommige taken optioneel en leveren ze na voltooiing meerwaarde op voor de hoofdrolspeler - een boom kan bijvoorbeeld als een teleporter op het eiland dienen en hem helpen zich van ongedierte te bevrijden.